# Боково (Московская область)
Боково — деревня в Богородском городском округе Московской области России, входит в состав сельского поселения Ямкинское.

## Население
| 1852 | 1859 | 1890 | 1926 | 2002 | 2006 | 2010 |
| ---- | ---- | ---- | ---- | ---- | ---- | ---- |
| 317  | ↗352 | ↘152 | ↗496 | ↘51  | ↘7   | ↗19  |

## География
Деревня Боково расположена на северо-востоке Московской области, в северо-западной части Ногинского района, у границы с Щёлковским районом, примерно в 47 км к северо-востоку от центра города Москвы и 18 км к северо-западу от центра города Ногинска, по правому берегу реки Пружёнки бассейна Клязьмы.
В 2 км к северу от деревни проходит Щёлковское шоссе А103, в 7 км к северо-западу — Фряновское шоссе Р110, в 3 км к северу — Московское малое кольцо А107. Ближайшие населённые пункты — деревни Дядькино, Чернышовка и хутор Горячевка.
В деревне пять улиц — Лагерная, Лесная, Луговая, Полевая и Центральная, зарегистрировано садоводческое товарищество (СНТ).

## История
В середине XIX века деревня относилась ко 2-му стану Богородского уезда Московской губернии и принадлежала графам Шуваловым, в деревне было 34 двора, крестьян 145 душ мужского пола и 172 души женского.
В «Списке населённых мест» 1862 года — владельческая деревня 2-го стана Богородского уезда Московской губернии по левую сторону Стромынского тракта (из Москвы в Киржач), в 22 верстах от уездного города и 16 верстах от становой квартиры, при реке Пруженке, с 40 дворами и 352 жителями (160 мужчин, 192 женщины).
По данным на 1890 год — деревня Ивановской волости 3-го стана Богородского уезда с 152 жителями, при деревне были шёлковая (16 рабочих), две полушёлковых (35 и 30 рабочих) и бумажно-ткацкая (16 рабочих) фабрики, имелась земская школа.
В 1913 году — 87 дворов, земское училище.
По материалам Всесоюзной переписи населения 1926 года — центр Боковского сельсовета Ивановской волости Богородского уезда в 9 км от Фряновского шоссе и 21 км от станции Богородск Нижегородской железной дороги, проживало 496 жителей (221 мужчина, 275 женщин), насчитывалось 100 хозяйств, из которых 86 крестьянских, имелась школа 1-й ступени, работала кустарная ткацкая артельная лавка.
С 1929 года — населённый пункт Московской области.
Административно-территориальная принадлежность
1929—1939 гг. — центр Боковского сельсовета Щёлковского района.
1939—1940 гг. — деревня Кармолинского сельсовета Щёлковского района.
1940—1954 гг. — деревня Ивановского сельсовета (06.10.1940 переименован в Макаровский) Ногинского района.
1954—1959 гг. — деревня Черноголовского сельсовета Ногинского района.
1959—1962 гг. — деревня Ямкинского сельсовета Ногинского района.
1962—1963, 1965—1994 гг. — деревня Пашуковского сельсовета Ногинского района.
1963—1965 гг. — деревня Пашуковского сельсовета Орехово-Зуевского укрупнённого сельского района.
1994—2006 гг. — деревня Пашуковского сельского округа Ногинского района.
С 2006 года — деревня сельского поселения Ямкинское Ногинского муниципального района.
С 2018 года — деревня сельского поселения Ямкинское Богородского городского округа.

## Достопримечательности
В деревне есть памятник воинам, погибшим в годы Великой Отечественной войны, в ограде которого установлена часовня-столп примерно 2010 года постройки.